# Glucagon
Glucagon (português brasileiro) ou Glicagina (português europeu) (gluco, (glucose) + agon, agonista = agonista da glicose) é um hormônio (polipeptídeo) produzido no pâncreas e nas células do trato gastrointestinal. Das várias formas conhecidas, a biologicamente ativa tem 29 aminoácidos.

Regulação da glicemia pelos hormônios glucagon e insulina.

É um hormônio muito importante no metabolismo dos hidratos de carbono. O seu papel mais conhecido é aumentar a glicemia (nível de glicose no sangue), contrapondo-se aos efeitos da insulina. O glucagon atua na conversão da ATP (trifosfato de adenosina) a AMP-cíclico, composto importante na iniciação da glicogenólise, com imediata produção e libertação de glicose pelo fígado.

## Fisiologia (biologia)

### Produção
O hormônio é sintetizado e secretado a partir das células alfa (células-α) das ilhotas de Langerhans, que estão localizadas na porção endócrina do pâncreas. As células alfa estão localizadas na porção externa das ilhotas. Exerce um efeito oposto ao da insulina. Sua secreção aumenta resposta a baixa concentração plasmática de glicose, na qual é monitorada pelas células alfa.

### Mecanismo regulatório
A secreção aumentada de glucagon é causada pela [atuação] das substâncias ou sistemas:
- Acetilcolina
- Aminoácidos plasmáticos aumentados (para proteger da hipoglicemia se uma refeição muito proteica for consumida).
- Catecolaminas aumentadas - norepinefrina e epinefrina
- Colecistoquinina
- Glicose plasmática diminuída
- Sistema nervoso simpático

A secreção diminuída de glucagon (inibição) é causada pelas substâncias:
- Insulina
- Somatostatina

### Função

Regulação metabólica do glicogênio pelo glucagon

O glucagon ajuda a manter os níveis de glicose no sangue ao se ligar aos receptores do glucagon nos hepatócitos (células do fígado), fazendo com que o fígado libere glicose - armazenada na forma de glicogênio - através de um processo chamado glicogenólise. Assim que estas reservas acabam, o glucagon faz com que o fígado sintetize glicose adicional através da gliconeogênese. Esta glicose é então lançada na corrente sanguínea. Estes dois mecanismos levam à liberação de glicose pelo fígado, prevenindo o desenvolvimento de uma hipoglicemia.
- Ácidos graxos livres e cetoácidos em níveis aumentados no sangue
- Lipólise estimulada
- Proteólise estimulada
- Ureia, com produção aumentada

Em condições normais, a ingestão de glicose suprime a secreção de glucagon. Há aumento dos níveis séricos de glucagon durante o jejum.

## Patologia
Níveis muito elevados (anormais) de glucagon podem ser causados por tumores pancreáticos como o glucagonoma, cujos sintomas incluem eritema migratório necrolítico (EMN ou NME), níveis elevados de aminoácidos e hiperglicemia.

## Usos
Uma forma injetável de glucagon é pronto-socorro essencial em vários casos de hipoglicemia severa, geralmente na dose de 1 mg. O glucagon é administrado via injeção intramuscular e rapidamente aumenta os níveis de glicose no sangue (glicemia).